# Seznam občin italijanske dežele Toskana
V seznamu so naštete občine vseh desetih pokrajin italijanske dežele Toskana v izvirni italijanski obliki.

## Pokrajina Arezzo
A
Anghiari • Arezzo
B
Badia Tedalda • Bibbiena • Bucine
C
Capolona • Caprese Michelangelo • Castel Focognano • Castel San Niccolò • Castelfranco di Sopra • Castiglion Fibocchi • Castiglion Fiorentino • Cavriglia • Chitignano • Chiusi della Verna • Civitella in Val di Chiana • Cortona
F
Foiano della Chiana
L
Laterina • Loro Ciuffenna • Lucignano
M
Marciano della Chiana • Monte San Savino • Montemignaio • Monterchi • Montevarchi
O
Ortignano Raggiolo
P
Pergine Valdarno • Pian di Sco' • Pieve Santo Stefano • Poppi • Pratovecchio
S
San Giovanni Valdarno • Sansepolcro • Sestino • Stia • Subbiano
T
Talla • Terranuova Bracciolini

## Pokrajina Firenze
B
|Bagno a Ripoli • Barberino Val d'Elsa • Barberino di Mugello • Borgo San Lorenzo
C
Calenzano • Campi Bisenzio • Capraia e Limite • Castelfiorentino • Cerreto Guidi • Certaldo
D
Dicomano
E
Empoli
F
Fiesole • Figline Valdarno • Firenze • Firenzuola • Fucecchio
G
Gambassi Terme • Greve in Chianti •
I
Impruneta • Incisa in Val d'Arno
L
Lastra a Signa • Londa
M
Marradi • Montaione • Montelupo Fiorentino • Montespertoli
P
Palazzuolo sul Senio • Pelago • Pontassieve
R
Reggello • Rignano sull'Arno • Rufina
S
San Casciano in Val di Pesa • San Godenzo • San Piero a Sieve • Scandicci • Scarperia • Sesto Fiorentino • Signa
T
Tavarnelle Val di Pesa • Vaglia • Vicchio • Vinci

## Pokrajina Grosseto
A
Arcidosso
C
Campagnatico • Capalbio • Castel del Piano • Castell'Azzara • Castiglione della Pescaia • Cinigiano • Civitella Paganico
F
Follonica
G
Gavorrano • Grosseto
I
Isola del Giglio
M
Magliano in Toscana • Manciano • Massa Marittima • Monte Argentario • Monterotondo Marittimo • Montieri
O
Orbetello
P
Pitigliano
R
Roccalbegna • Roccastrada
S
Santa Fiora • Scansano • Scarlino • Seggiano • Semproniano • Sorano

## Pokrajina Livorno
B
Bibbona
C
Campiglia Marittima • Campo nell'Elba • Capoliveri • Capraia Isola • Castagneto Carducci • Cecina • Collesalvetti
L
Livorno
M
Marciana • Marciana Marina
P
Piombino • Porto Azzurro • Portoferraio
R
Rio Marina • Rio nell'Elba • Rosignano Marittimo
S
San Vincenzo • Sassetta • Suvereto

## Pokrajina Lucca
A
Altopascio
B
Bagni di Lucca • Barga • Borgo a Mozzano
C
Camaiore • Camporgiano • Capannori • Careggine • Castelnuovo di Garfagnana • Castiglione di Garfagnana • Coreglia Antelminelli
F
Fabbriche di Vallico • Forte dei Marmi • Fosciandora • Gallicano • Giuncugnano
L
Lucca
M
Massarosa • Minucciano • Molazzana • Montecarlo
P
Pescaglia • Piazza al Serchio • Pietrasanta • Pieve Fosciana • Porcari
S
San Romano in Garfagnana • Seravezza • Sillano • Stazzema
V
Vagli Sotto • Vergemoli • Viareggio • Villa Basilica • Villa Collemandina

## PokrajinaMassa-Carrara
A
Aulla
B
Bagnone
C
Carrara • Casola in Lunigiana • Comano
F
Filattiera • Fivizzano • Fosdinovo
L
Licciana Nardi
M
Massa • Montignoso • Mulazzo
P
Podenzana • Pontremoli
T
Tresana
V
Villafranca in Lunigiana
Z
Zeri

## Pokrajina Pisa
B
Bientina • Buti
C
Calci • Calcinaia • Capannoli • Casale Marittimo • Casciana Terme • Cascina • Castelfranco di Sotto • Castellina Marittima • Castelnuovo di Val di Cecina • Chianni • Crespina
F
Fauglia
G
Guardistallo
L
Lajatico • Lari • Lorenzana
M
Montecatini Val di Cecina • Montescudaio • Monteverdi Marittimo • Montopoli in Val d'Arno
O
Orciano Pisano
P
Palaia • Peccioli • Pisa • Pomarance • Ponsacco • Pontedera
R
Riparbella
S
San Giuliano Terme • San Miniato • Santa Croce sull'Arno • Santa Luce • Santa Maria a Monte •
T
Terricciola
V
Vecchiano • Vicopisano • Volterra

## Pokrajina Pistoia
A
Abetone • Agliana
B
Buggiano
C
Chiesina Uzzanese • Cutigliano
L
Lamporecchio • Larciano
M
Marliana • Massa e Cozzile • Monsummano Terme • Montale • Montecatini Terme
P
Pescia • Pieve a Nievole • Pistoia • Piteglio • Ponte Buggianese
Q
Quarrata
S
Sambuca Pistoiese • San Marcello Pistoiese • Serravalle Pistoiese
U
Uzzano

## Pokrajina Prato
C
Cantagallo • Carmignano
M
Montemurlo
P
Poggio a Caiano • Prato
V
Vaiano • Vernio

## Pokrajina Siena
A
Abbadia San Salvatore • Asciano
B
Buonconvento
C
Casole d'Elsa • Castellina in Chianti • Castelnuovo Berardenga • Castiglione d'Orcia • Cetona • Chianciano Terme • Chiusdino • Chiusi • Colle di Val d'Elsa
G
Gaiole in Chianti
M
Montalcino • Montepulciano • Monteriggioni • Monteroni d'Arbia • Monticiano • Murlo
Piancastagnaio • Pienza • Poggibonsi
R
Radda in Chianti • Radicofani • Radicondoli • Rapolano Terme
S
San Casciano dei Bagni • San Gimignano • San Giovanni d'Asso • San Quirico d'Orcia • Sarteano • Siena • Sinalunga • Sovicille
T
Torrita di Siena • Trequanda